# 疏广
疏廣（？—？），字仲翁，西漢東海蘭陵（今山東省棗莊市東南）人，他自幼好學，早年家居教授學生，門下弟子眾多。後經朝廷徵召，先後出任博士、太中大夫、太傅等職，與其侄疏受俱受漢宣帝器重，聲譽卓著，屢獲賞賜。
疏廣在擔任太傅五年後，與侄子疏受一同急流勇退，請辭歸鄉，為世人所稱道。疏廣辭官後，將其財富與鄉里、親友分享，以防子孫們因富而驕，疏廣和疏受皆以高壽於故鄉善終，被後人並稱為「二疏」。

## 生平

### 叔姪為師
疏廣自幼好學，師從孟卿學習《春秋》、《禮》，為董仲舒的三傳第子。疏廣學成後於家中講授學問，向他求學的學生裡有的不惜遠道而來。後來疏廣被朝廷徵召為博士、太中大夫。地节三年的四月，汉宣帝冊立長子劉奭為皇太子，選用丙吉為太傅，疏廣為少傅。同年的六月，丙吉升遷為御史大夫，疏廣升任為太傅。疏廣兄長的兒子名叫疏受，字公子，也以賢良的身分被推舉做太子家令。疏受喜好禮儀，謙恭謹慎，思緒敏捷且善於言辭。某次漢宣帝駕臨太子宮，疏受在迎接、拜謁、回答問題、擺設酒宴，以及舉杯替漢宣帝祝壽等各個環節，言辭禮節嫻熟而文雅，漢宣帝非常高興，不久，便任命疏受為少傅。
太子劉奭的外祖父特進、平恩侯許廣漢認為太子年少，於是稟告漢宣帝，請求讓他的弟弟中郎将許舜負責監護太子一家。漢宣帝為此事詢問疏廣，疏廣回答說：「太子是國家的皇位繼承人、君主的代表，其師傅、朋友一定要挑選天下傑出之士充當，不應該只親近外家許氏，況且太子本來就有太傅、少傅，宮屬已經齊備，如今再讓許舜監護太子家，這僅是在顯露淺陋的見識，而非向天下宣揚太子的德義。」漢宜帝很贊賞疏廣的看法，將此事告訴了丞相魏相，魏相聽後脫下帽子表示歉意說：「這不是我們這些大臣所能比得上的。」疏廣由此深得漢宣帝器重，多次獲得賞賜。太子每次上朝，疏廣、疏受都隨同進見漢宣帝，太傅走在跟前，少傅跟在後邊。叔侄兩輩同時做太子的師傅，朝廷上下對此皆引以為榮。

### 榮退歸鄉
疏廣擔任太傅五年，皇太子已滿十二歲，能通曉《论语》、《孝經》。疏廣對疏受說：「我聽說『知道滿足就不會蒙受羞辱，知道適可而止就不會遭遇危險』、『功成身退合乎天道規律』。如今我們已做到二千石等級的大官，可說是功成名就了，達到這種地步還不告退，恐怕會有後患。不如我們叔侄兩輩人一同結伴出關，辭官回鄉養老，享盡天年，這樣做不是很好嗎？」疏受叩頭說：「聽從您老人家的吩咐。」當日叔侄二人都上書稱病休假，三個月期滿，朝廷又准予續假，疏廣於是報稱病情加重，上書請求辭官，漢宣帝認為他們確實年邁，於是批準了他們的請求，賜給黃金二十斤，皇太子又加賜黃金五十斤。朝中的公卿大夫、故舊親友、同鄉在长安東都門外為他們設帳餞行，送行的車乘達數百輛，疏氏叔侄跟他們道別而去，道路兩旁觀看的人都說：「這兩位大夫多麼賢良啊！」有的甚至感慨地流下了眼淚。
疏廣回到故鄉以後，每天讓家人擺設宴席，邀請本家族人及親朋老友共同娛樂。多次詢問家中還剩多少黃金，催促家人將金子賣掉以便供辦酒食。如此過了一年多，疏廣的子孫私下對疏廣同族兄弟中受疏廣親愛信任的老人說：「子孫們希望趁他老人家在世時多打下些田產基業。可現今家中每天吃吃喝喝錢都快花光了，最好請您老出面，去勸說他老人家置買些田地、房屋」。
那位老人於是利用閒暇時向疏廣提起這個想法，疏廣說：「我難道真的年老糊塗到不顧念我自己的子孫了嗎？我是考慮到自己家中原來就有一些田地房屋，如果子孫們在其中辛勤勞作，已足以供給衣食，過上平常人的生活。如今再增加產業使他們收入有盈餘，只會使子孫們變得懶惰罷了。賢能的人擁有過多的財產，就會磨損志氣，愚昧的人擁有過多的財產，則會增添過錯。況且富人，往往容易成為眾人忌恨的對象，我既沒有什麼可以教導子孫的，也不想增加他們的過錯而招致怨恨。再說，這些黃金是聖明的君主賞賜供給我的，所以我樂於與鄉親、宗族們共同分享聖上的恩賜，以此度過我的餘生，不也可以嗎！」聽了疏廣的話，同族的族人因此都由衷地佩服他，最終，疏廣、疏受叔侄二人都於家鄉終老天年。

## 評價
- 班固：疏廣行止足之計，免辱殆之累，亦其次也[9]。
- 韩愈：昔疏廣、受二子以年老，一朝辭位而去，於時公卿設供張，祖道都門外，車數百兩，道路觀者多歎息泣下，共言其賢。漢史既傳其事，而後世工畫者又圖其跡，至今照人耳目，赫赫若前日事[10]。
- 白居易：漢擇名儒，任先疏廣[11]。
- 錢時：立太子而植黨於外氏，此貴戚擅權之根也，疏廣斯言為慮遠矣，不擇師傅以教之，以養成其德性，而徒私外氏以權，以助成其偏黨比周之勢，此豈天下之福哉[12]。
- 黃震：二疏知足，千古清風，不欲以多財益子孫過尤，人當服膺者[13]。
- 蔡東藩：兩疏請老，後人或稱之，或譏之。稱之者曰：兩疏為太子師傅，默窺太子庸懦，不堪教導，故有不去必悔之言，見幾而作，得明哲保身之道焉。譏之者曰：太子年甫十二，正當養正之時，兩疏既受師傅重任，應合力提攜，弼成君德，方可卸職告歸，奈何以後悔為懼，遽爾捨去。是二說者，各有理由，未可偏非。但君子難進易退，與其素餐受謗，毋寧解組歸田，何必依依戀棧，如萧望之之終遭陷害乎[14]？

## 相關詩詞
- 張協：昔在西京時，朝野多歡娛。藹藹東門外，群公祖二疏。朱軒曜京城，供帳臨長衢。達人知止足，遺榮忽如無。抽簪解朝衣，散發歸海隅。行人為隕涕，賢哉此丈夫！揮金樂當年，歲暮不留儲。顧謂四座賓，多財為累愚。清風激萬代，名與天壤俱。咄此蟬冕客，君紳宜見書[15]。
- 陶潛：大象轉四時，功成者自去。借問衰周來，幾人得其趣？遊目漢廷中，二疏復此舉。高嘯返舊居，長揖儲君傅。餞送傾皇朝，華軒盈道路。離別情所悲，餘榮何足顧。事勝感行人，賢哉豈常譽。厭厭閭裏歡，所營非近務。促席延故老，揮觴道平素。問金終寄心，清言曉未悟。放意樂餘年，遑恤身後慮。誰云其人亡，久而道彌著[16]！
- 王绩：疏廣豈不懷，策杖還故鄉[17]。
- 李嶠：疏廣遺榮去，于公待駟來[18]。
- 卢纶：金印垂鞍白馬肥，不同疏廣老方歸[19]。

## 後裔
- 束孟達：為疏廣曾孫，王莽末年天下大亂，他從東海郡遷居到沙鹿山（今屬河北省大名县）避難，改姓為束[20]。
- 束皙：西晋陽平元城人，其博學多聞，曾任趙王司马伦的記室，後託病辭官[21]。

## 延伸閱讀
[在维基数据编辑]
 《漢書/卷071》，出自班固《漢書》